# Ілічевський Олександр Вікторович
Олекса́ндр Ві́кторович Ілліче́вський (* 25 листопада 1970, Сумгаїт, Азербайджанська РСР) — російський письменник, поет, лауреат премій «Російський Букер» (2007) і «Велика книга» (2010) за книгу «Перс».
В 1985–1987 рр. навчався в Фізико-математичній школі імені Колмогорова при МГУ. В 1993 закінчив факультет загальної та прикладної фізики Московського фізико-технічного інституту за спеціальністю теоретична фізика.
В 1991–1998 рр. займався науковою роботою в Ізраїлі і Каліфорнії. В 1998 повернувся в Москву.